# 信息素

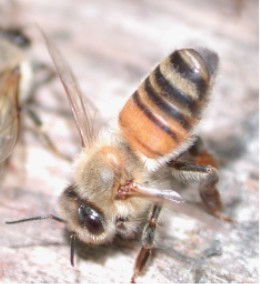
一隻工蜂正在釋放奈氏腺費洛蒙以吸引其同伴進入一個空的蜂巢

費洛蒙（英語：pheromone）又稱信息素、外激素（exohormone），是生物体表的分泌腺体分泌并释放到体外的一些能引起同种其他个体产生特定行为或生理反应的微量信息化学物质，分为释放信息素、引物信息素、领土信息素等等，能引起行为、内分泌、生理甚至形态的变化。
費洛蒙屬於一種化學傳訊素（訊息化合物，semiochemical），是指由一个个体分泌到体外，被同物种的其他个体通過嗅覺器官（如副嗅球、犁鼻器）察觉，使后者表现出行为、情绪、心理或生理机制改变的物质。它具有通讯功能。几乎所有动物都有信息素的存在。1959年發表雌蠶蛾會分泌性費洛蒙，是科學界首次證明了性費洛蒙是存在的。
費洛蒙一詞源於希臘文的（意指「我攜帶」）與（意指「刺激」），合起來意思是「我攜帶刺激物」的意思。1932年已在雄性舞毒蛾上发现信息化学物质，1959年成功分离出第一个信息素蚕蛾醇，同年由科學家彼得·卡森（Peter Karlson）與馬林·路丘（Martin Lüscher）共同提出“信息素”一词，用來形容動物利用化學分子傳遞訊息的溝通方式。1980年代，科學家大衛·白林納（David Berliner）及其科學團隊首次探索人類是否也具有與昆蟲及動物相同的神奇溝通能力。直到1991年，他的科學團隊才在類固醇生物化學與分子生物學期刊上發表研究成果：發現了可能的人類費洛蒙雄二烯酮與雌四烯醇的存在，並發現人類費洛蒙也有男女之分，對人類負責性行為與內分泌的下視丘具有活化作用，自此開啟了人類性費洛蒙研究的序幕。2000年，大衛·白林納進行犁鼻器神經電位的檢定以及對電生理的影響，確定只要極低劑量，約10皮克（10−11g）的人類費洛蒙就可以啟動犁鼻器的電位反應，並造成生理現象的改變。

## 分类
費洛蒙可依其作用目的分成警報、追蹤、性等種類（通常用來描述昆蟲的費洛蒙），或依作用機制分為釋放體費洛蒙（releaser pheromones）與引體費洛蒙（primer pheromones）兩種。

### 依作用目的

#### 警报費洛蒙
警报費洛蒙（alarm pheromones）是可以引发进攻或逃跑等行为的外激素。例如蚯蚓在有害物质刺激下會分泌出一种为其他蚯蚓所厌恶的粘液。有些物種被掠食者攻擊時，同一物種間多數的成員會散發具有揮發性的化學物質來啟動飛行的行為（如蚜蟲）或者攻擊行為（如螞蟻、蜜蜂、白蟻）。
費洛蒙也存在於植物中。當動物在吃它們的時候，這些植物會分泌警戒費洛蒙使相鄰的植物產生單寧酸，而單寧酸會使草食動物覺得植物的口感變差，不好吃。

#### 追蹤費洛蒙
追踪費洛蒙（trail pheromones）可在社会性昆虫，如蚂蚁和白蚁中起到道路定向作用。普遍存在於具有社會性的群居昆蟲中，如螞蟻利用追踪費洛蒙，一種具有揮發性的碳氫化合物，來標示它的足跡。某些螞蟻遺留下追踪費洛蒙以利於牠們攜帶食物回巢，且這種費洛蒙卻兼具有攻擊其他螞蟻的防衛功能。只要食物的來源還存在，它們就會一直持續地更新強化。因為追踪費洛蒙揮發得很快，所以必須被持續地更新強化。當來源減弱時，追踪的行為也會停止。至少存在一種螞蟻的追踪費洛蒙不只具有引導向食物的功能，還具有驅逐費洛蒙的作用。若兵蟻在覓食時離開了費洛蒙的通道，牠們會一隻接著一隻的跟隨前方的兵蟻，形成一個迴圈，稱為「螞蟻死亡漩渦」，最後因體力耗盡而死亡。這個現象被認為是螞蟻演化出集體覓食的代價之一。
例子有切葉蟻激素。

#### 性費洛蒙
性費洛蒙（sex pheromones）的作用為诱导异性。在哺乳类动物中，通过唾液、汗液和尿液释放。接受方通过犁鼻器接受。對動物來說，性費洛蒙傳遞了雌性動物是否進入了適合繁衍的發情狀態訊息。雄性動物也會分泌費洛蒙來傳遞他的物種與相關的基因訊息。在極低的劑量下，雄性的橈足類動物就可以循著雌性在水中留下的費洛蒙找到雌性，許多動物的雄性配子也利用費洛蒙的協助找到雌性配子來進行繁衍行為。
許多昆蟲的物種釋放出性費洛蒙來吸引配偶，鱗翅目的昆蟲可以偵測到10公里之遙的可能配偶所釋放出的性費洛蒙。農業上利用費洛蒙做成的費洛蒙陷阱來偵測並觀察果園中的昆蟲數量。
費洛蒙也被利用來偵測母豬是否發情。在豬圈中噴灑豬的性費洛蒙（豬烯酮），並觀察母豬是否產生性興奮，就可知道哪些母豬適合進行配種。海膽也會在周圍的海水中釋放可以促使其他海膽同時釋放精子或卵子的費洛蒙的化學訊息。
一項研究顯示老鼠可透過費洛蒙區分自己的親戚與關係較遠的個體，從而避免進行近親交配。近親交配產下的子代適存度較正常雜合產生的子代低的多。

#### 聚集費洛蒙
聚集信息素（aggregation pheromones）是由一种或两种性别的个体产生，但作用于两种性别。例如昆虫占领植物时发出的信息素。

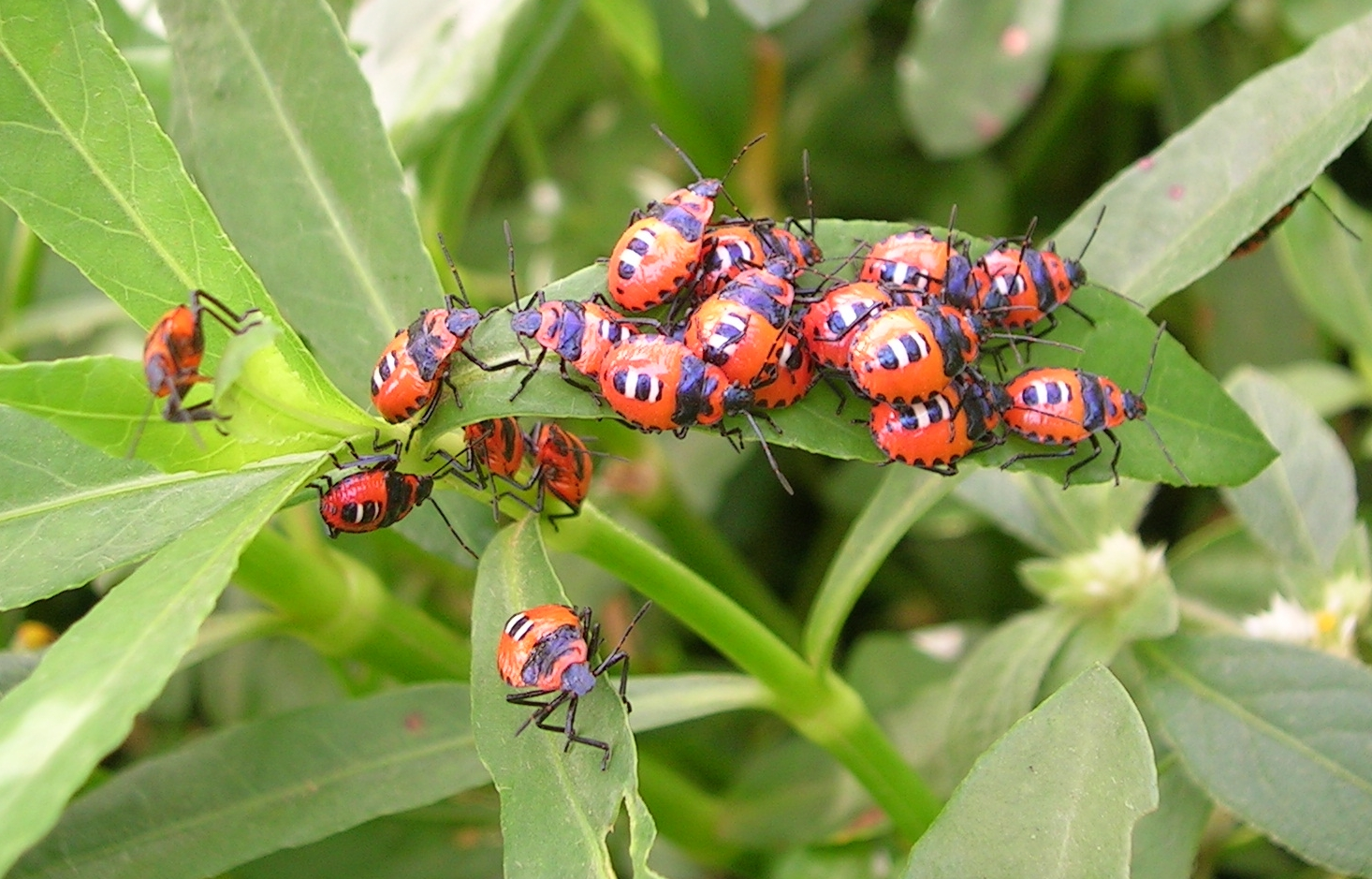
小蟲子的群聚現象

群聚費洛蒙的作用是為了抵禦掠食者、求偶、或是利用數量上的優勢成功突破宿主的防禦。只要是一群個體在同一個地方集合，不論是單一性別還是兩種性別皆有，就是群聚現象。雄性分泌群聚費洛蒙，導致雄性與雌性都在同一地點聚集，而且個體聚積越多該位置的費洛蒙的濃度就越高。大多數性費洛蒙都由雌性個體分泌，小部分比例是由雄性分泌。
群聚費洛蒙存在於甲蟲類、雙翅目、半翅目、網翅目、直翅目的昆蟲。最近幾十年來，群聚費洛蒙的重要性與應用成果在於控制棉鈴象鼻蟲（Anthonomus grandis）、玉米象鼻蟲（Sitophilus zeamais）、谷象（Sitophilus granarius）、米象（Sitophilus oryzae）及豌豆象鼻蟲（Sitona lineatus）上已得到證實。聚集費洛蒙是最具有生態選擇性的害蟲抑制方法。這種方法無毒且極低濃度就有效。
群聚費洛蒙常會造成群聚感應（quorum sensing），即非由單一個體決定，而是由一群個體的交互作用作出決定的過程。如當蟻巢被破壞時，螞蟻間會透過複雜的訊息傳遞模式來找出一個最佳的新巢。

#### 空間費洛蒙
空間費洛蒙（dispersing pheromones）在昆虫的个体密度达到一定时，会被释放，以保持个体之间的距离。

#### 其他
- 奈氏腺費洛蒙：由工蜂釋放，使出外覓食的個體能找到巢的入口，也有標識與召集其他工蜂的作用（例如發現新的巢穴時）[25]。
- 蜂后費洛蒙（queen substance）：由蜂后的大顎腺分泌，可吸引雄蜂交配、工蜂餵食並抑制工蜂的卵巢發育[25]。
- 安慰性費洛蒙（appeasing pheromone）：存在於部分哺乳動物，由哺乳中的母親分泌，提供幼體受保護的感覺[26]。
- ：由死亡的昆蟲或甲殼類分泌，成分為油酸與亞油酸，可使同伴查覺到牠們的死亡，而將牠們的屍體清除、分泌物質封住屍體或單純遠離屍體，可能可以避免疾病孳生[27]。

#### 相似的易混淆物質
由生物釋放，並具有傳遞信息功能的物質通稱為訊息傳遞素（semiochemicals），除了費洛蒙外，還有開洛蒙（kairomone）、阿洛蒙（allomone）與新洛蒙（synomone）等，都是不同物種間個體傳遞信息的物質（相對地，費洛蒙是同物種個體間傳遞信息的物質）。開洛蒙專指對接收者有利，但不利於釋放者的物質，如由獵物釋放並可被掠食者偵測的。阿洛蒙則對釋放者有利但對接收者不利，如植物所釋放以抵抗昆蟲的化學物質。新洛蒙則對釋放者與接收者均有利。

### 依作用機制

#### 釋放體費洛蒙
釋放體費洛蒙（releaser pheromones）是一種會使接收者產生行為變化的費洛蒙，通常是警戒費洛蒙，但也有些物種的性費洛蒙屬於此類。例如，有些物種會利用誘引效果強大的化學分子來吸引兩英里以上的求偶對象。一般來說，這種類別的費洛蒙會誘發立即的反應，效果也會消失的很快。相對於引體費洛蒙來說，引體費洛蒙會有較長的誘發過程，持續的時間也較長。例如，兔子媽媽的乳腺所分泌的費洛蒙會立刻誘發兔寶寶的吸乳行為。

#### 引體費洛蒙
引體費洛蒙（primer pheromones）誘導的是較緩慢、延遲的生理反應（不一定是行為變化）。一個典型的例子是李-波特氏效应（Lee-Boot effect），當一群雌鼠聚集在一起生活而沒有雄鼠存在時，牠們會釋放影響彼此月經週期的費洛蒙。1971年瑪莎·邁克林塔克（Martha McClintock）的研究發現此現象也發生在人類女性，稱為麥克林塔克現象。

## 人類的費洛蒙
人類的費洛蒙存在與否一直存在著爭議，邁克林塔克的研究認為其兼具有調節體（madulate pheromone）與社交費洛蒙（social pheromone）的性質。人類的費洛蒙具有性別的區分，其中男性費洛蒙是雄二烯酮，女性費洛蒙則是雌四烯醇。人類的費洛蒙尚未經科學界達成最後的共識，縝密的研究資料也相對的不是很豐富，但是雄二烯酮與雌四烯醇是目前研究資料最豐富，也是最可能的人類的性費洛蒙。

### 研究歷史
1999年，瑪莎·邁克林塔克（Martha McClintock）發表於《自然》期刊的研究顯示，女性會因為費洛蒙化學訊號的影響而產生月經同步的現象後，科學界開始重視人類費洛蒙的研究。後人便把月經的同步現象稱為麥克林塔克現象（McClintock effect），之後的研究，部分人類行為學者認為人類的擁抱與親吻的行為也可能與費洛蒙有關。
2002年，美國舊金山大學的N.L. 邁克宼依（N. L. McCoy）經由十八週的研究觀察發現，在受測女性平常使用的香水中添加費洛蒙會增加兩性之間的親密互動，而且部分親密行為提升比例達50%以上。這是第一次針對人類費洛蒙對兩性生活改善的實用價值進行研究探討。隔年，英國利物浦大學研究發現，男性腋下汗水裡的費洛蒙會提升女性體內黃體化激素（LH）的分泌頻率與心情。這個實驗結果，從另一個角度說明了，人類男性的費洛蒙會影響了女性控制排卵的黃體素，也間接證實了男性費洛蒙誘發控制情緒，情感與內分泌的腦下視丘分泌促性腺激素釋放激素（GnRH）促使腦下腺前葉分泌黃體化激素。
2004年，諾貝爾生理學或醫學獎得主琳達·巴克找到了鼻腔140個人類費洛蒙的受體。瑞典科學家薩維克（Ivanka Savic）的研究指出，人類費洛蒙會直接活化人類大腦中控制性行為與性取向的下視丘前端。發現女性月經同步現象的科學家瑪莎·麥克林塔克又再度提出更進一步的人類性費洛蒙的證據，他發現女性哺乳期會因為雌性荷爾蒙增加而產生大量女性費洛蒙，而此時的女性費洛蒙會增加兩性採取性行為的動機。同年，一項利用正電子發射計算機斷層掃描的研究發現人類費洛蒙成功活化了大腦中負責社交認知的區域，這也說明了為什麼人類費洛蒙會使人採取更樂於社交，樂於與人交談共處行為的原因。不過關於人類的群居生活是否也與人類費洛蒙有關，還是一個等待解答的問題。
2007年，佛羅里達大學教授米勒（Geoffrey Miller）以鋼管舞女郎的小費收入為依據，進行約5,300班次的統計，結果發現，鋼管舞女郎在雌激素最高的排卵期比月經期的小費收入高出81%。米勒博士認為，這與女性處於排卵期時，身體散發出更旺盛的費洛蒙有密切的關係。同年，柏克萊大學科學家再次證實，男性費洛蒙雄二烯酮可以舒緩女性壓力、保持心情愉快、並提升女性的性心情。
2009年，米勒發現，男性嗅聞女性排卵期時的體味相較於非排卵期時，體內的睾固酮平均上升了11.8 %。這項研究指出，女性排卵期體味內所含有的費洛蒙訊號，能夠影響男性的睾固酮，也可能在不知不覺中促使男性採取浪漫的求愛行為。
2010年，意大利的科學團隊刊載於《自然》期刊的研究報告顯示，男性汗水裡的費洛蒙化學訊號，會改變女性大腦內的血清素（5-HT 5-羥色胺 腦內的幸福因子），提供了人類費洛蒙會提升女性的情緒，使女性感到幸福感受的生理機轉一個解釋。也解釋了人類費洛蒙會促使兩性產生羅曼蒂克衝動行為的部分原因。目前正在進行的醫學臨床研究發現，利用極為敏感的紅外線感熱儀器觀察人體表面溫度的變化，發現嗅聞人類費洛蒙後與發生性興奮與性行為時人體表面體溫變化極為類似。這說明了人類的費洛蒙確實影響了控制體溫的腦下視丘並與人類繁衍有關的性行為關係密切。
一個新理論假設了費洛蒙可能會提供與免疫系統相關的訊息，實驗結果顯示人們對不同化妝水氣味的偏好可能是一種性擇，受主要組織相容性複合體的影響。男人和女人可能都比較喜歡主要組織相容性複合體與自己相異較大的異性，因為這樣的配對下，能產下MHC基因組合較佳的子代。

### 分泌與接收

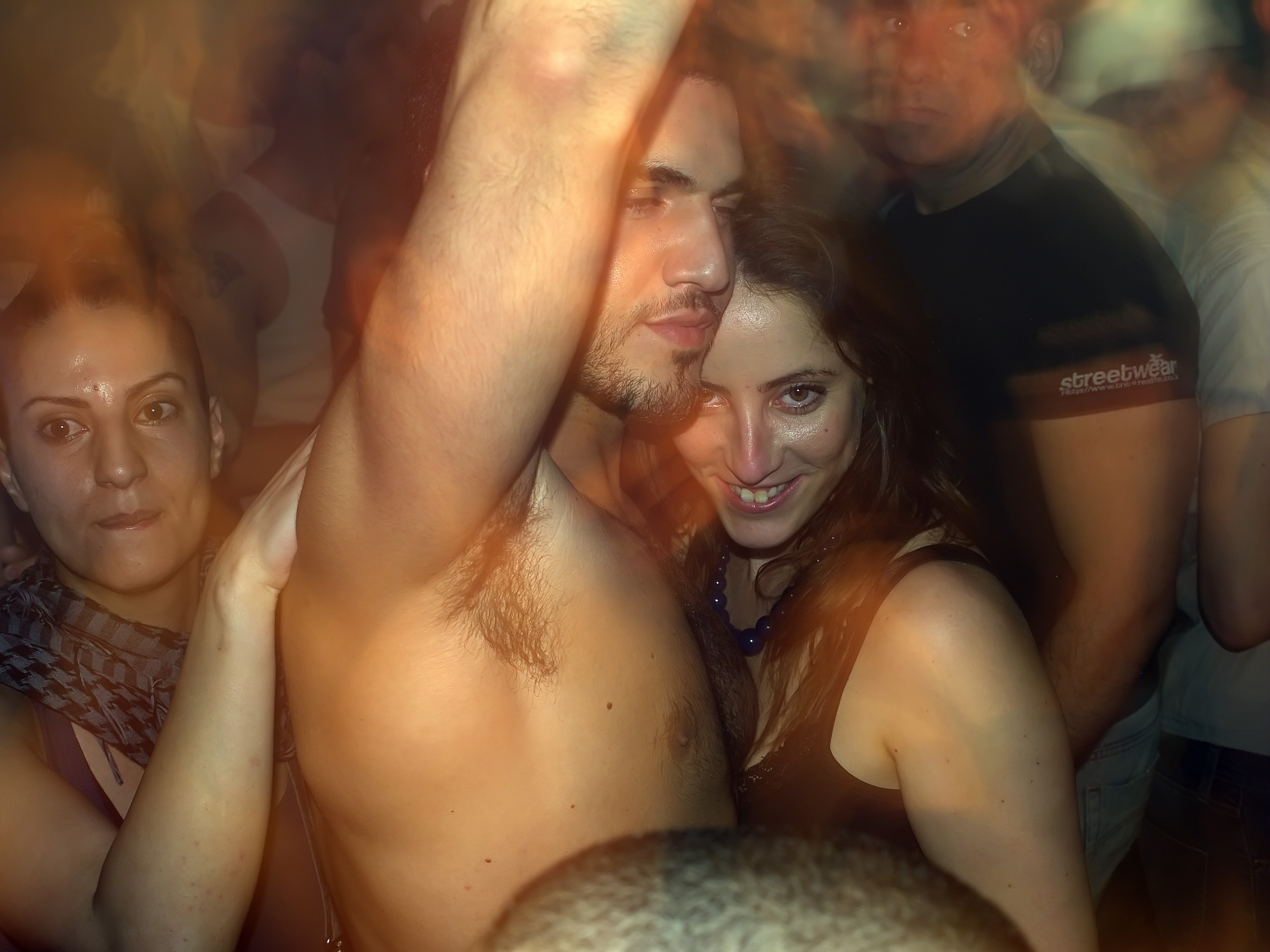
男性的腋窩一直是人類費洛蒙假定的主要來源

在哺乳類動物中，費洛蒙被認為是由位於鼻中隔三分之一處的犁鼻器接收，並經由神經將電位訊號直接傳遞給負責情緒、情感、內分泌與性行為的下視丘。目前犁鼻器上已有三型的受體被發現（V1Rs、V2Rs與V3Rs），它們都是G蛋白偶聯受體，但和嗅覺系統中其他主要的感官受體關係很遠，暗示了其特殊的功能。犁鼻器存在於多數兩生類、爬蟲類和非靈長類的哺乳動物，並不存在於成熟的靈長類與鳥類。人類是否可像其他哺乳類一樣使用犁鼻器接收費洛蒙一直是有爭議的，在人類中，編碼犁鼻器受體的基因是沒有功能的假基因，犁鼻器中的神經與中樞神經連接的嗅球只在胎兒期短暫存在，在成長過程會逐漸萎縮、消失。
2004年諾貝爾生理學或醫學獎得主琳達·巴克與理查德·阿克塞尔解構人類嗅覺之謎的同時，也發現了位於鼻中隔處的犁鼻器大約有140個費洛蒙的受器。後來也有實驗顯示嗅覺黏膜的細胞中有費洛蒙受體的基因存在，但目前缺乏實驗比較缺乏犁鼻器的人與正常人會不會有生理或行為上的不同。
2006年，在老鼠的嗅覺上皮中發現了一群新的費洛蒙受器：痕跡胺相關受器（trace amine-associated receptor，缩写），其中有些可被老鼠尿中揮發性的胺類活化，隨後在人類發現了同源的受器，為人類費洛蒙作用的存在提供了新的證據。
2007年柏克萊加州大學的一項研究顯示，只要嗅聞男性汗水裡的單一成分雄二烯酮，就能維持女性體內高水平的皮質醇，而且這個成分可以被嗅覺粘膜接收。因為雄二烯酮具有影響異性內分泌系統平衡的能力。2002年的一項研究顯示，一種添加在女性香水裡的合成化學物質會增加與男性的親密接觸。
對於大多數人來說，在自然的環境下，並無法以嗅覺察知人類費洛蒙化學訊號的存在，但它的影響卻可能時時刻刻地存在於我們的生活中。證據顯示人類費洛蒙影響著我們與社交及求偶有關的情緒，也影響了人類的性取向與異性吸引力。人類學家及性治療專家海倫·凱普藍（Helen Singer Kaplan）在她的著作《性治療新論》一書中形容人類費洛蒙是「點燃愛情的火花」，用以說明人類費洛蒙在兩性關係中所可能扮演的角色。波士頓環球報曾報導，月經不規則的女性定期接觸男性腋下的汗水後會變得規則化。據推測可能是與其他哺乳類動物一樣，與費洛蒙的影響有關。
2008年，一項利用功能性磁振造影的研究發現，大腦的右前額皮質（orbitofrontal cortex）、右梭狀皮質（right fusiform cortex）以及右下視丘會對人類性行為時飄散在空氣中的汗水氣味產生反應。

### 與性取向的關係
瑞典科學家薩維克（Ivanka Savic）早在2001年就利用正電子發射計算機斷層掃描以及功能性磁振造影證實男性費洛蒙雄二烯酮會誘發異性戀女性腦下視丘前端控制情緒、情感與性行為的活化反應，女性費洛蒙雌四烯醇則會誘發異性戀男性腦下視丘前端控制情感與性行為的活化反應。
2004年，薩維克進一步對12名同性戀男性進行實驗，證實雄二烯酮與雌四烯醇對同性戀與異性戀男人的腦部以及性興奮顯示出不同的反應。同性戀男人的反應與異性戀的女人相同，但無法確定是否為同性戀的成因或造成影響。這項研究也擴及了同性戀的女人，結果也與前項實驗的結論一致，也就是說同性戀的女人無法對已經確認的男性氣味（即雄二烯酮）產生反應，但卻對女性氣味（雌四烯醇）產生反應，與異性戀的男人相似。這些研究人員指出，這些刊載於美國國家科學院院刊的一系列研究說明了人類費洛蒙在生物學為基礎的性取向上可能扮演了一定的角色。
2006年，薩維克，再針對12名同性戀女性進行實驗證實，同性戀女人與異性戀男人一樣，只會對女性費洛蒙雌四烯醇產生腦下視丘前端的活化反應。2007年，又再針對12名男變女的跨性别者進行實驗證實，她們與異性戀的女人一樣，只會對男性費洛蒙雄二烯酮產生腦下視丘前端的活化反應。

### 商業誤導
有些販售費洛蒙產品的不知名業者，宣稱動物（豬）的費洛蒙也是人類的費洛蒙，並可作為催情春藥。例如，在1970年代，僅僅基於研究恒河猴的研究基礎上就宣稱，存在於恒河猴下體所分泌的一種脂肪酸「交配素」（copulins，又翻譯作“促情素”）是人類的費洛蒙（但幾乎沒有相對的科學證據，應屬網路謠言）。其後，又有業者散佈已經正式被科學界確認的豬費洛蒙豬烯酮 androstenone 及 androstenol 也是人類的費洛蒙。儘管業者有這些說法，但從未有相對的研究來直接證實上述的兩種物質與人類的費洛蒙有關，並且能夠影響人類的生理與心理，也應屬商業誤導行為。

## 延伸閱讀
- Wilson, EO; Bossert, WH. . Recent Progress in Hormone Research. 1963, 19: 673–716. PMID 14284035.
- Kohl JV., Atzmueller M., Fink B., Grammer K.  (PDF). Neuroendocrinology Letters. 2001, 22 (5): 319–331  [2011-07-13]. （原始内容存档 (PDF)于2017-08-11）.
- Wyatt, Tristram D. (2003). Pheromones and Animal Behaviour: Communication by Smell and Taste. Cambridge: Cambridge University Press. ISBN 978-0-521-48526-5.
- Dusenbery, David B. (2009). Living at Micro Scale. Harvard University Press, Cambridge, Mass. ISBN 978-0-674-03116-6.
- Male sweat boosts women's hormone levels （页面存档备份，存于）—from UC Berkeley, February 2007
- Pheromones In Male Perspiration Reduce Women's Tension, Alter Hormone Response （页面存档备份，存于）—from Science Daily (March 2003)
- Male Axillary Extracts Contain Pheromones that Affect Pulsatile Secretion of Luteinizing Hormone and Mood in Women Recipients